# Cheekanahalli, Belur
Cheekanahalli là một làng thuộc tehsil Belur, huyện Hassan, bang Karnataka, Ấn Độ.